# 印度尼西亞獨立宣言

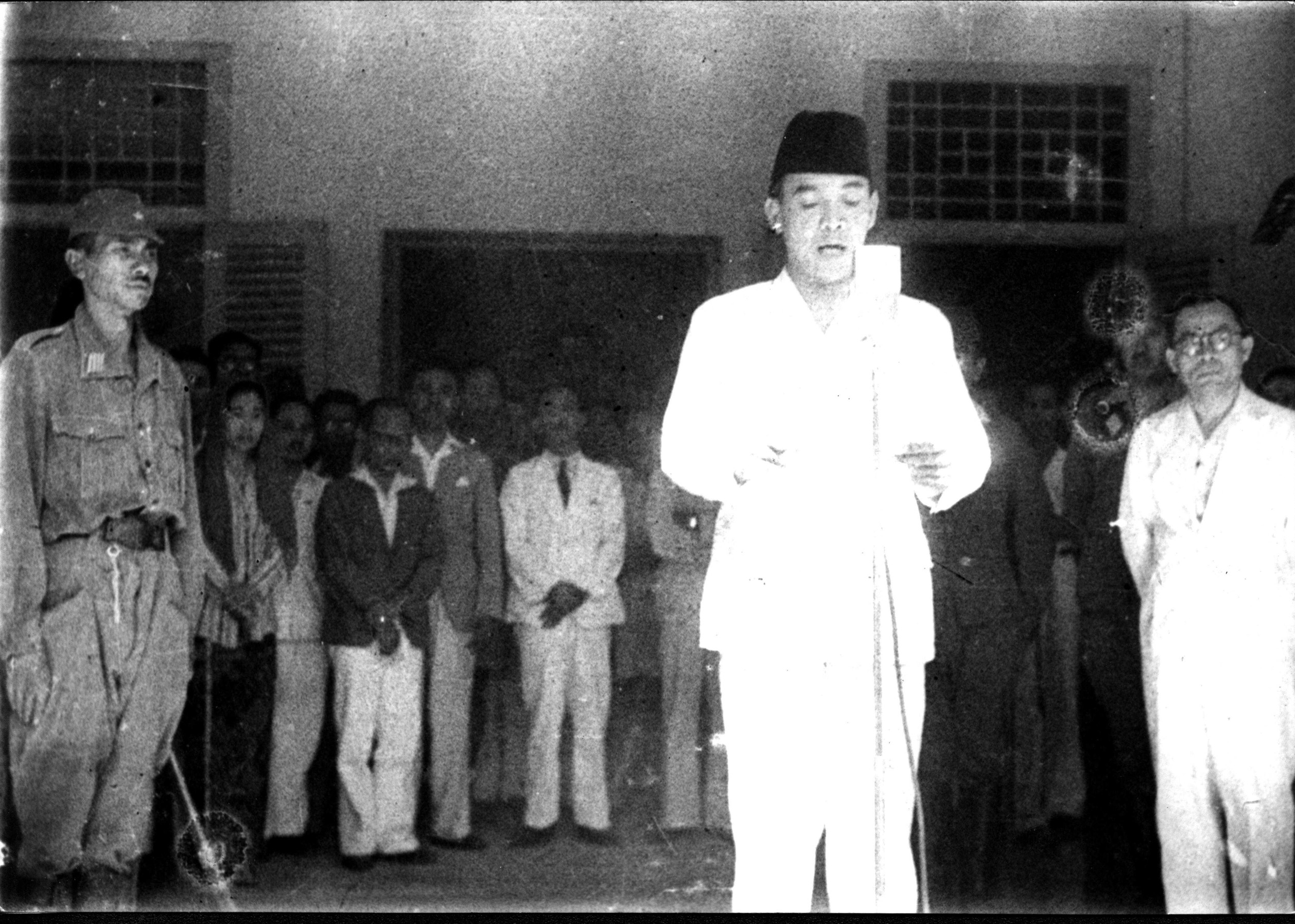
蘇卡諾宣讀《印度尼西亞獨立宣言》的情形

《印度尼西亞獨立宣言》是蘇卡諾和穆罕默德·哈達在1945年8月17日宣讀的一份宣言，內容是宣告印度尼西亞共和國（印尼）的獨立。雖然印尼獨立的籌備進程已經在日佔後期展開，不過在如何宣布獨立的問題上，民族主義運動的領袖的意見並不一致。後來少壯派迫使蘇卡諾和穆罕默德·哈達（後為印尼首任正、副總統）繞開日本佔領地政府成立的獨立準備委員會，在8月17日凌晨草擬獨立宣言的文本，並於同日早上舉行儀式，宣佈印尼獨立。之後民族主義者一方面要為新生的印尼共和國管制架構，另一方面又要抵抗試圖重奪印尼的荷蘭人，直至1949年荷蘭人才願意承認印尼獨立。

## 背景
日本佔領荷屬東印度期間，佔領地政府在1945年3月邀請當地的獨立運動領袖參加獨立準備調查會，開始為印尼獨立打下法律基礎。本來獨立準備調查會進行的工作並沒有既定的時序，不過他們不得不在當年的夏季加快工作進度，因為日本的敗局越來越明顯。8月1日獨立準備調查會通過憲法草案之後，獨立準備委員會在8月7日成立，主席一職由蘇卡諾擔任。
蘇卡諾和他最親近的同僚穆罕默德·哈達在8月11日前往越南大叻，會見日軍南方軍總司令官寺內壽一元帥期間得到日方的准許，可以在「日內」宣布印尼獨立。按照原訂計劃，獨立宣言應由獨立準備委員會27名代表各大政團和社會組織，代表全國各地的委員簽署，凸顯未來的印尼是一個多元種族國家，是一個多元社會。不過，獨立運動當中的少壯派領袖反對這個計劃，因為他們認為獨立準備委員會和日本佔領地政府過於親近，如果這樣做的話，大部分人民都會質疑獨立宣言是否正當，而且國際社會是否承認印尼獨立的問題也會變得更不明朗。
1945年8月15日日本投降，引致東印度群島的管治真空，令宣布獨立的問題變得更為迫切。一天後以哈伊爾·薩勒為首的少壯派在獨立準備委員會召開緊急會議之前擄走蘇卡諾和哈達，把他們挾持到位於東印度群島的首府雅加達東方的冷卡斯登歌羅（今屬西爪哇省加拉橫縣），和他們展開長達數小時的談判，最後成功說服他們繞過獨立籌備委員會的其他委員，立即宣布印尼獨立。

## 制定過程

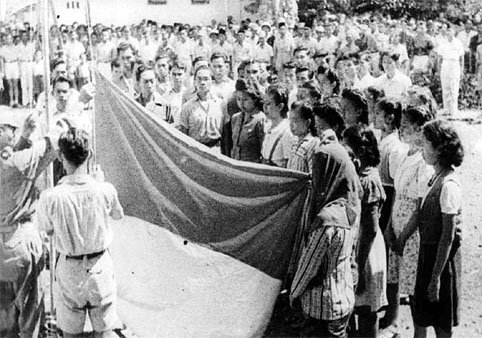
蘇卡諾在自家舉行儀式，宣布印尼獨立的時候，參加者升起印尼國旗的情形

蘇卡諾和哈達在8月16日晚上從冷卡斯登歌羅返回雅加達，並與當地日軍司令部的的代表會面，商討宣讀獨立宣言的細節。會上海軍少將前田精答應把自己的官邸（今伊瑪目·朋佐爾路1號）借給他們，幫助他們草擬獨立宣言。蘇卡諾、哈達、前田，以及爪哇軍政監部（軍政府）隨即展開談判；雖然東京要求軍政監部在投降前維持佔領地現狀，不過他們仍然同意蘇卡諾、哈達等人起草獨立宣言，條件是：一、宣布獨立後不會引發亂局，二、日本人不能牽涉其中。
8月17日凌晨，蘇卡諾、哈達、阿赫馬德·蘇巴佐（後為印尼首任外交部長）等民族主義者在前田精的官邸草擬獨立宣言。按照蘇卡諾原來的手稿，蘇卡諾和哈達是以印尼民族代表的名義宣布印尼獨立，不過按照最後用打字機打出來的版本，蘇卡諾和哈達是以印尼民族的名義宣布印尼獨立。原稿把表示速度的印尼文字詞拼作「tempoh」，最終版本則以更有現代感的「tempo」取而代之。獨立宣言採用的曆法是皇紀而不是公曆，所以記錄在獨立宣言文本上的年份是2605年，而不是1945年。獨立宣言的簽署人是蘇卡諾和哈達。
蘇卡諾提議在市中心的廣場召集獨立運動的支持者，舉行大型集會，宣布印尼獨立，卻被拒絕，原因是如此規模的集會可能會引起日軍司令部的不滿。結果民族主義者決定在蘇卡諾的寓所（今北徑山東路56號）舉行儀式，宣布印尼獨立。1945年8月17日上午10時，蘇卡諾在一小群獨立運動家的陪同下參加儀式，先進行一段簡短的即席演說，再宣讀之前準備好的獨立宣言文本。
日軍可能曾經在當日深夜斥責蘇卡諾等人宣布印尼獨立的行徑，不過此外就沒有介入民族主義者的行動；前田甚至還跟獨立籌備委員會的部分委員慶祝印尼獨立。同日同盟社雅加達分局的印尼工作人員使用電台廣播宣讀印尼獨立宣言的文本。
| 原文 | 譯文 |
| --- | --- |
| PROKLAMASI Kami, bangsa Indonesia, dengan ini menjatakan kemerdekaan Indonesia. Hal-hal jang mengenai pemindahan kekoeasaan d.l.l., diselenggarakan dengan tjara saksama dan dalam tempo jang sesingkat-singkatnja. Djakarta, hari 17 boelan 8 tahoen 05 Atas nama bangsa Indonesia, Soekarno/Hatta. | 宣言 我們印度尼西亞民族在此宣佈印度尼西亞獨立。 有關政權移交等事宜將從速以妥善的方式辦妥。 雅加達，05年8月17日 以印度尼西亞民族之名 蘇卡諾／哈達 |

## 影響

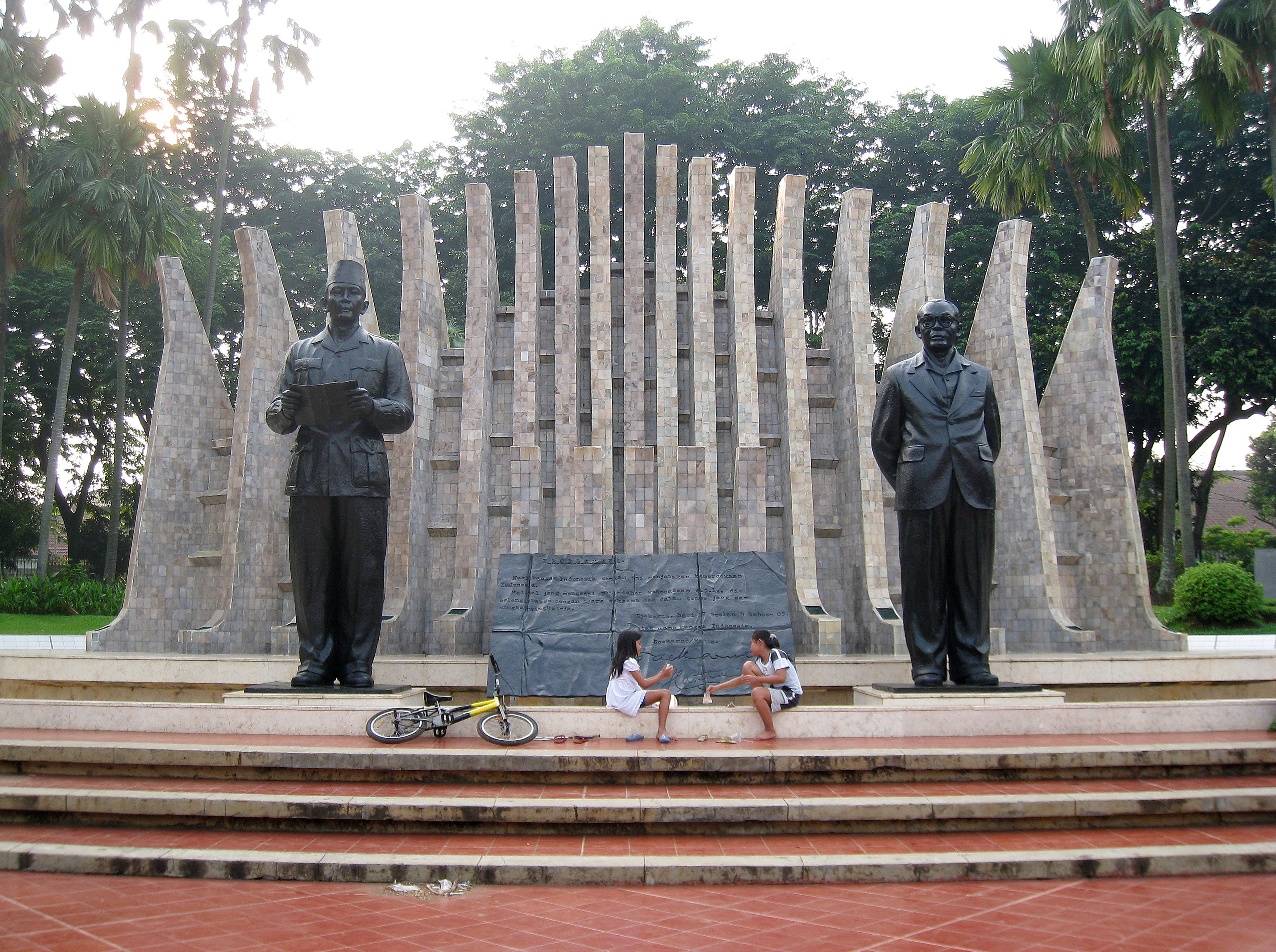
位於雅加達的獨立宣言紀念碑

獨立運動的領袖宣布印尼獨立後，便開始為印尼制定政府的管制架構。8月18日，獨立準備委員會接納獨立準備調查會草擬的憲法草案，頒布《1945年臨時憲法》，確定印尼未來六個月的管制架構：印尼是一個單一制共和國，總統是政府首腦，負責按照憲法的規定統治國家。負責協助總統施政的機構——中央國民委員會日後將改為兩院制國會，其中上議院為人民協商會議，召開後將在六個月內草擬新憲法，取代1945年臨時憲法。同時獨立準備委員會推舉蘇卡諾擔任總統，推舉哈達擔任副總統，推舉內閣閣員人選，並決定把全國分為8個省份。獨立籌備委員會在8月29日解散，並由同日成立的中央國民委員會取而代之。中央國民委員會的委員既包括獨立籌備委員會的全體委員，也包括社會各界的要人。自同年10月起，中央國民委員會開始行使立法權和制定大政方針的權力。
當時印尼的前宗主國——荷蘭不承認印尼獨立，而是試圖重奪印尼的控制權，不過他們在這個過程中遇到印尼人積極的反抗。結果獨立戰爭爆發，荷蘭王軍和印尼的民族主義者斷斷續續交戰了四年多。獨立戰爭期間荷蘭曾與印尼共和國簽訂多項臨時協議，承認印尼共和國在局部地區的主權，不過荷蘭時而違反協議，多次進攻共和國的領土。直至1949年12月荷蘭才迫於國際壓力簽署《海牙圓桌協定》，在法理上承認印尼獨立。雖然荷蘭政府在2005年承認1945年8月17日是印尼事實上的獨立日，不過他們沒有承認過這一天是印尼法理上的獨立日；歷史學家蘇科佐等人在2013年接受荷蘭廣播公司採訪的時候認為荷蘭政府應該承認1945年8月17日是印尼法理上的獨立日。
印尼政府除了把8月17日（蘇卡諾和哈達宣讀獨立宣言的日子）列為國慶日公眾假期，以示紀念，還把獨立宣言的文本放在國家紀念塔保存，列為國定古蹟。另外，印尼國徽上羽毛的數量和國家紀念塔底座的高度、面積和內室（獨立大廳）的高度也象徵着蘇卡諾和哈達宣布印尼獨立的日期——1945年8月17日。

## 腳註
1. 1 2  Бандиленко et al. 1993，第47頁.
2. ↑  Anderson 1972，第62-63頁.
3. ↑  Anderson 1972，第63頁.
4. ↑  Ricklefs 2008，第246-247頁.
5. ↑  Anderson 1972，第74, 77頁.
6. 1 2  Бандиленко et al. 1993，第48頁.
7. ↑  Anderson 2006，第79–80頁.
8. ↑  Anderson 1972，第80-82頁.
9. ↑  Anderson 1972，第84頁.
10. ↑  Kahin 1952，第136頁.
11. ↑  Cribb 2001，第272頁.
12. ↑  Kahin 1952，第138頁.
13. ↑  Simanjuntak 2003，第16頁.
14. ↑  Kahin 1952，第139頁.
15. ↑  王受业, 梁敏和 & 刘新生 2006，第109-110頁.
16. ↑  Ricklefs 2008，第248-269頁.
17. ↑  Maas 2013.
18. ↑  王受业, 梁敏和 & 刘新生 2006，第60-63頁.
19. ↑  Kemdikbud, Teks Proklamasi Kemerdekaan.
20. ↑  Kementerian Hukum dan HAM, Undang-undang Nomor 24.
21. ↑  Setneg, Monas.